# Catherine Castel
Pour les articles homonymes, voir Catherine Castel (réalisatrice) et Castel.
Catherine Tricot (dite Castel, patronyme de sa mère), née le 5 février 1949 à Villejuif dans la Seine et morte le 19 septembre 2018 à Alès (Gard), est une actrice française.
Elle est la sœur jumelle de Marie-Pierre Tricot-Castel et a surtout tourné sous la direction du réalisateur Jean Rollin.

## Biographie

### Carrière
Catherine et Marie-Pierre Tricot travaillent dans la coiffure et rêvent de cinéma quand un assistant de Jean Rollin les présente au cinéaste. Leur gémellité et leur candeur séduisent le réalisateur qui trouve en elles l'incarnation des deux jeunes filles vampires, personnages récurrents de son œuvre cinématographique et littéraire.
Catherine Castel (qui adopte, comme nom de scène, celui de sa mère) apparaît aux côtés de sa sœur jumelle Marie-Pierre Castel dans La Vampire nue (1969) et dans Lèvres de sang (1975). Enceinte au moment du tournage, elle laisse à Marie-Pierre l'opportunité de tenir le rôle principal de Requiem pour un vampire. Elle utilise parfois le pseudonyme de Cathy Tricot ou Catherine Tricot. En dehors des films tournés sous la direction de Jean Rollin, on peut citer une participation, en 1977, au film de Francis Girod René la Canne aux côtés de Gérard Depardieu et Sylvia Kristel.
Entre 1975 et 1978 elle fait carrière dans le cinéma pornographique et tourne dans une quinzaine de films X. On la voit à cinq reprises partager l'écran avec sa sœur dans des scènes qui exploitent la gémellité des « deux petits elfes pervers ». Elle travaille également comme maquilleuse sur quelques films de Jean Rollin.
Après plus de vingt ans passés loin des caméras elle revient en 1999 pour témoigner dans le premier épisode de la série documentaire Eurotika! consacré à Jean Rollin et fait, en 2002, une apparition dans La Fiancée de Dracula.

## Filmographie

### Films «classiques»
- 1969 : La Vampire nue de Jean Rollin : une servante de Georges[7]
- 1974 : Tout le monde il en a deux (ou Bacchanales sexuelles) de Jean Rollin : une souris[7]
- 1975 : Lèvres de sang de Jean Rollin : une jumelle vampire[7]
- 1977 : René la Canne de Francis Girod : une jumelle prostituée[7]
- 2002 : La Fiancée de Dracula de Jean Rollin : la sœur à la corde à sauter

### Films «classés X»
- 1975 : Phantasmes de Jean Rollin : une jumelle scout[7],[8]
- 1974 : Le Journal érotique d'un bûcheron de Jean-Marie Pallardy  : une jumelle[7] (dans un insert hardcore [9])
- 1975 : À bout de sexe de Serge Korber : la vendeuse
- 1975 : Les Dépravées du plaisir (ou Le Gibier) de Bernard Launois [7]:
- 1976 : Suce-moi vampire, version « hardcore » du film Lèvres de sang de Jean Rollin : une jumelle vampire[7] (rôle soft)
- 1976 : Les Weekends d'un couple pervers (ou Introductions) de Jean Desvilles : Patricia, une jumelle[7]
- 1976 : La Romancière lubrique (ou Douces Pénétrations) de Jean Rollin : une soubrette[7],[8]
- 1976 : La Comtesse Ixe de Jean Rollin : une invitée[8]
- 1976 : Amours collectives de Jean-Pierre Bouyxou : Cathy
- 1976 : Apothéose porno de Jean-Marie Ghanassia et Jean-Pierre Bouyxou : Marianne, la narratrice
- 1977 : Cocktail porno de Alain Payet : la vendeuse du sex-shop
- 1977 : Hard Penetration de Jean Rollin : la soubrette blonde
- 1977 : Vibrations sexuelles de Jean Rollin : une amie
- 1977 : Désirs et perversions de Jean-Marie Ghanassia et Jean-Pierre Bouyxou : Patricia
- 1977 : Couples en chaleur (ou Les Vacanciers en partouze, ressortie de 1982) de Jean Luret : une copine
- 1977 : Saute-moi dessus de Jean Rollin : une invitée à la fin
- 1977 : Les Queutardes de Dominique Goult : Luce
- 1977 : La Nuit des X (ou Enfer pornographique) de Daniel Daert : la poupée vivante

### Images d'archives
- 1982 : Les Bachelières en chaleur : (film de montage d'anciennes sequences)[7]
- 1984 : Les débordements vicieux de Stella de Jean Luret : (film de montage d'anciennes séquences)
- 1989 : Impudeurs lesbiennes de Luccio Mazzeotti : (film de montage d'anciennes séquences)
- 2007 : La Nuit des horloges  de Jean Rollin (Plans extraits de La Vampire nue)[7]

### Documentaires
- 1999 : Eurotika ! : Vampires and Virgins: The Films of Jean Rollin, épisode de la série documentaire d'Andy Stark et Pete Tombs : elle-même (témoignage et images d'archives)